# Philibert Jacques Melotte
Philibert Jacques Melotte (29 de enero de 1880-30 de marzo de 1961) fue un astrónomo británico cuyos padres eran inmigrantes belgas.
En 1908 descubrió una luna de Júpiter, hoy conocida como Pasífae. Se le dio la designación provisional de "Júpiter VIII" y no fue nombrada con su nombre actual hasta 1975.
El asteroide (676) Melitta, el único que descubrió, lleva su nombre, en cierto modo. Su nombre es en realidad la forma ática del griego Melissa, la abeja, pero su parecido con el nombre del descubridor no es fortuita.
El cúmulo estelar conspicua en la constelación Coma Berenices se designa comúnmente Mel 111, ya que apareció en 1915 en el catálogo de Melotte de objetos del espacio profundo pero nó en el famoso catálogo de Charles Messier o en el Nuevo Catálogo General ya que no se demostró que era un verdadero cúmulo hasta 1938 por el astrónomo R J Trumpler.
Melotte fue galardonado con la Medalla Jackson-Gwilt de la Royal Astronomical Society en 1909.

## Asteroides descubiertos
En su trabajo en el Observatorio Melotte descubrió un nuevo asteroide:
| (676) Melitta | 16 de enero de 1909 |